# Colfax (Washington)
Colfax az Amerikai Egyesült Államok északnyugati részén, Washington állam Whitman megyéjében elhelyezkedő város, a megye székhelye. A 2010. évi népszámlálási adatok alapján 2805 lakosa van.

## Történet
A régió első ismert lakosai a palouse indiánok voltak. Az első telepesek 1870-ben érkeztek meg; a település első létesítménye egy fűrésztelep volt, amelyet egy malom és más kereskedelmi egységek követtek. A település eredeti neve „Bellevue” volt, amely James Perkins telepes barátnőjének a neve; szakításuk után a helység nevét az USA 17. alelnöke (Schuyler Colfax) tiszteletére Colfaxre változtatta.
Colfax városi rangot 1873. november 29-én kapott. Az 1889–1890-es időszakban a város volt az új mezőgazdasági főiskola (a mai Washingtoni Állami Egyetem) egyik lehetséges székhelye, azonban végül a szomszédos Pullmanre esett a választás.
1894-ben és 1898-ban a településen lincselés történt. Az 1930. évi népszámlálásig Colfax volt a megye legnagyobb városa.

## Éghajlat
A város éghajlata négyévszakos kontinentális (a Köppen-skála szerint Dsb). A nyarak melegek és szárazak, a telek hidegek; ősztől tavaszig pedig gyakoriak az esőzések. A csapadék éves átlagmennyisége 510 milliméter, a helység ezért és a termőtalaj tulajdonságai miatt kiváló búzatermesztésre.
| Hónap                                            | Jan.  | Feb.  | Már.  | Ápr.  | Máj. | Jún. | Júl. | Aug. | Szep. | Okt.  | Nov.  | Dec.  | Év    |
| ------------------------------------------------ | ----- | ----- | ----- | ----- | ---- | ---- | ---- | ---- | ----- | ----- | ----- | ----- | ----- |
| Rekord max. hőmérséklet (°C)                     | 17,0  | 19,0  | 26,0  | 34,0  | 37,0 | 39,0 | 43,0 | 42,0 | 39,0  | 35,0  | 24,0  | 18,0  | 43,0  |
| Átlagos max. hőmérséklet (°C)                    | 3,0   | 6,4   | 10,7  | 14,9  | 19,3 | 23,3 | 28,2 | 28,5 | 23,7  | 16,7  | 7,6   | 3,1   | 15,5  |
| Átlaghőmérséklet (°C)                            | −0,6  | 1,8   | 5,0   | 8,5   | 12,3 | 15,8 | 19,2 | 19,1 | 14,6  | 8,7   | 3,2   | −0,4  | 9,0   |
| Átlagos min. hőmérséklet (°C)                    | −4,3  | −2,8  | −0,7  | 2,1   | 5,2  | 8,3  | 10,2 | 9,7  | 5,4   | 0,7   | −1,2  | −3,9  | 2,4   |
| Rekord min. hőmérséklet (°C)                     | −36,0 | −31,0 | −21,0 | −12,0 | −9,0 | −5,0 | −4,0 | −4,0 | −7,0  | −18,0 | −24,0 | −36,0 | −36,0 |
| Átl. csapadékmennyiség (mm)                      | 59    | 49    | 51    | 44    | 46   | 35   | 18   | 18   | 19    | 30    | 65    | 74    | 508   |
| Forrás: Nemzeti Óceán- és Légkörkutatási Hivatal |       |       |       |       |      |      |      |      |       |       |       |       |       |

## Népesség
A 2010-es népszámláláskor a városnak 2805 lakója, 1236 háztartása és 718 családja volt. A népsűrűség 286,5 fő/km2. A lakóegységek száma 1405, sűrűségük 143,5 db/km2. A lakosok 95,6%-a fehér, 0,5%-a afroamerikai, 0,4%-a indián, 1,5%-a ázsiai, 0,1%-a a Csendes-óceáni szigetekről származik, 0,5%-a egyéb, 1,4%-a pedig kettő vagy több etnikumú. A spanyol vagy latino származásúak aránya 2,8% (1,7% mexikói, 0,1% Puerto Ricó-i, 0,4% kubai, 0,5% egyéb spanyol vagy latino származású.)
A háztartások 25,8%-ában élt 18 évnél fiatalabb. 46,4% házas, 8,3% egyedülálló nő, 3,5% egyedülálló férfi, 41,9% pedig nem család. 37,5% egyedül élt; 18,2%-uk 65 éves vagy idősebb. Egy háztartásban átlagosan 2,19 személy élt; a családok átlagmérete 2,89 fő.
A medián életkor 42,7 év volt. A város lakóinak 22,8%-a 18 évesnél fiatalabb, 5% 18 és 24 év közötti, 23,3%-uk 25 és 44 év közötti, 25,7%-uk 45 és 64 év közötti, 21,2%-uk pedig 65 éves vagy idősebb. A lakosok 49,7%-a férfi, 50,3%-a pedig nő.

## Közszolgáltatások és gazdaság
A városban egy általános iskola (Leonard Jennings Elementary School), egy gimnázium (Colfax High School), egy kórház (Whitman Community Hospital), gondozóotthon (Hill-Ray Plaza, Whitman Nursing Home, The Courtyard és Paul’s Place Assisted Living), tizenegy park, egy gördeszkapálya, egy uszoda, valamint az állam egyik legjobbjának választott könyvtár található; emellett a település ad otthont a megyei törvényszéknek és a megyei börtönnek. Colfax önkormányzata a polgármester mellett hét képviselőből áll.
A város kereskedelmét néhány barkács- és gazdabolt, egy közepes méretű kereskedés, egy gyógyszertár, két szálloda, egy vendégház, egy fitneszközpont, egy virágbolt, egy kávézó, négy ajándékbolt, egy zálogház és tíz étterem teszi ki; a szolgáltatóiparban ügyvédek, fogorvosok, autószervizek és bankok működnek.
A településen katolikus, mormon, baptista és metodista templomok is találhatóak. A város hetilapja a Whitman County Gazette, emellett a hírösszefoglalókat és hirdetéseket tartalmazó The Daily Bulletin naponta jelenik meg. A Moscow–Pullman Daily News is tartalmaz a helységet érintő híreket.

## Kultúra

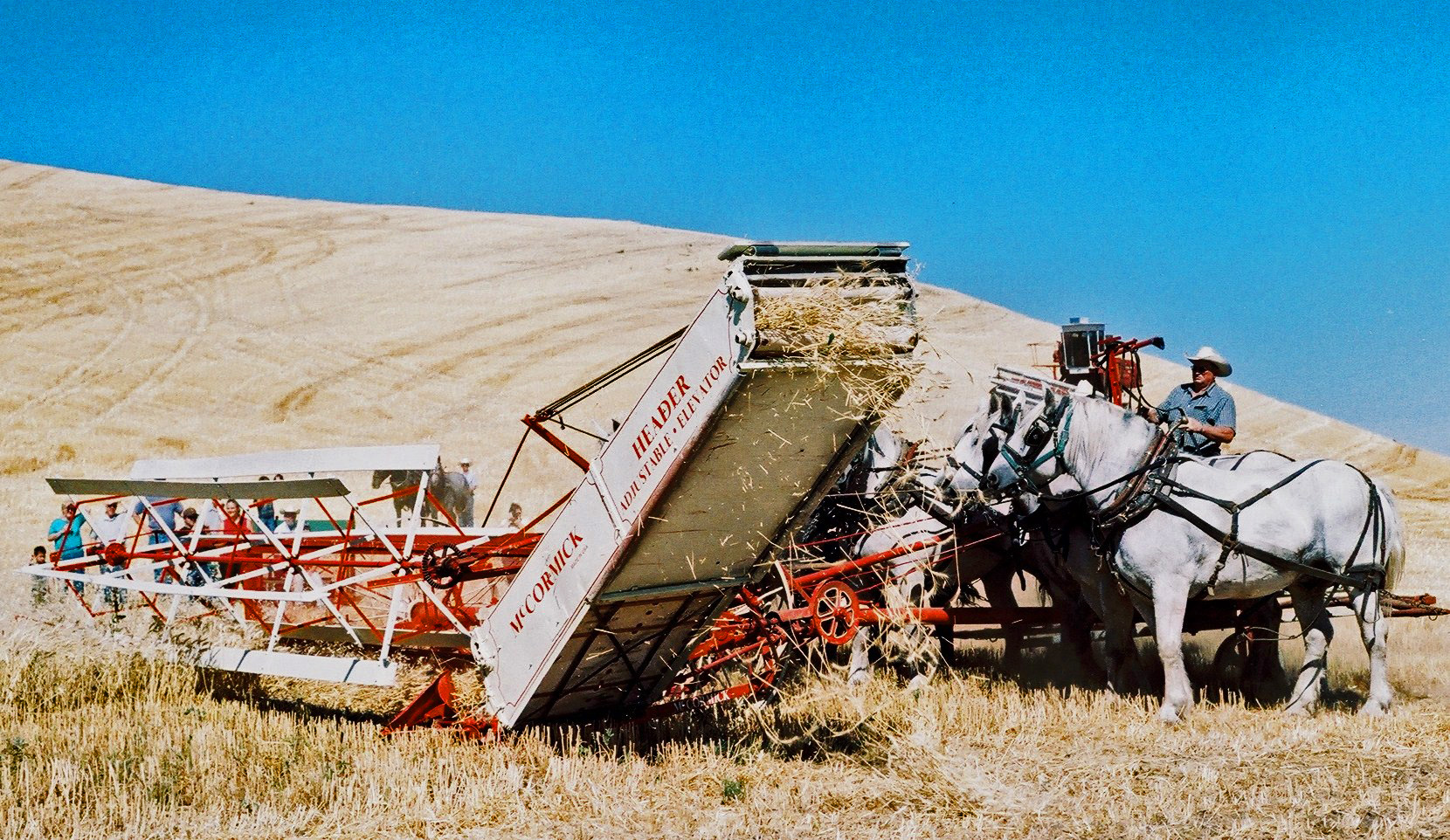
A cséplés bemutatása

A Palouse Plowing Bee és a Palouse Empire Threshing Bee során a farmerek a térség mezőgazdaságát mutatják be. A június harmadik vasárnapján megtartott Perkins House Ice Cream Social során dixielandet lehet hallgatni, valamint jégkrémet és pitét fogyasztani. A július második hétvégéjén megrendezett Concrete River Days egy nyári fesztivál kültéri lehetőségekkel és utcai vásárral. A szeptember eleji Palouse Empire Fair a haszonállatokról és a kézműves alkotásokról szól. A Winter Festivalt december első csütörtökének éjszakáján rendezik meg, ahol a Mikulás mellett a könyvtár különleges eseményeivel lehet találkozni.

## Híres személyek
- Abe Goff – a kongresszus tagja[12]
- Dinsmore Alter – csillagász, meteorológus[13]
- Ida Lou Anderson – rádiós szakember, professzor[14]
- Jay H. Upton – ügyvéd, politikus[15]
- John Crawford – színész[16]
- John Kitzhaber – Oregon egykori kormányzója[17]
- Miriam LaFollette Summerskill – oktató[18]
- Morten Lauridsen – zeneszerző[19]
- Randall Chesnut – agysebész[20]
- Robert Osborne – történész és újságíró[21]
- Roland Bainton – történészprofesszor[22]
- Timothy Ely – kortárs művész[23]
- Virgil T. McCroskey – gyógyszerész, két park létrehozója[24]
- Willard Bond – festő[25]
- William La Follette – a kongresszus tagja[26]
- Yakima Canutt – rodeós[27]

## Fordítás
Ez a szócikk részben vagy egészben  a   Colfax, Washington című angol Wikipédia-szócikk ezen változatának fordításán alapul.  Az eredeti cikk szerkesztőit annak laptörténete sorolja fel. Ez a jelzés csupán a megfogalmazás eredetét és a szerzői jogokat jelzi, nem szolgál a cikkben szereplő információk forrásmegjelöléseként.